# Andy Watson (Musiker)
Andy Watson (* 1960 oder 1961) ist ein US-amerikanischer Musiker des Modern Jazz (Schlagzeug, auch Komposition).

## Leben und Wirken
Watson erhielt bereits im Alter von vier Jahren ein Schlagzeug, ab dem folgenden Jahr Unterricht und spielte bereits mit sieben Jahren in einer Kinderband. Zu seinen Vorbildern zählt er Schlagzeuger wie Mel Lewis, Elvin Jones, Philly Joe Jones, Art Blakey und Tony Williams.
Watson arbeitete in der New Yorker Jazzszene ab den frühen 1990er-Jahren u. a. mit Senri Oe and Company,  Chris Bacas, Jon Hendricks, Jerry Weldon, John Hart, Toshiko Akiyoshi,  Benny Golson, Woody Herman, Joe Lovano, Wynton Marsalis, Marian McPartland, James Moody, Marvin Stamm, Lew Tabackin und dem Vanguard Jazz Orchestra. Als Mitglied des Jim Hall Trios wirkte er an Halls preisgekröntem Album Dialogues (1995) und seinen Begegnungen u. a. mit Bill Frisell, Mike Stern oder Tom Harrell mit.
Sein Spiel auf David Bixlers Album Call It a Good Deal wurde von All About Jazz 2006 hervorgehoben. Watson tourte durch die Vereinigten Staaten, Europa, Asien und Südamerika und trat auf dem Monterey Jazz Festival, JVC Jazz Festival New York, dem Jazz Festival Zürich und dem Jazz Fest Wien auf.
Im Bereich des Jazz war er zwischen 1991 und 2014 an 42 Aufnahmesessions beteiligt, u. a. auch mit Joshua Breakstone (The Music of Bud Powell), Sasha Dobson, Larry Goldings, Virginia Mayhew und Scott Reeves. Gegenwärtig gehört er dem Chris Byars Sextett (mit Zaid Nasser, John Mosca, Stefano Doglioni, Ari Roland) an.